# Таркаица (Бихор)
Таркаица (рум. Tărcăița) насеље је у Румунији у округу Бихор у општини Таркаја. Oпштина се налази на надморској висини од 283 m.

## Становништво
Према подацима из 2002. године у насељу је живело 433 становника, од којих су сви румунске националности.